# Aldeide cinnamica
L'aldeide cinnamica è una sostanza organica presente nell'olio di cannella e che le conferisce il caratteristico sapore e odore. È stata isolata dall'olio essenziale di cannella nel 1834 da Dumas e Péligot e sintetizzata in laboratorio da Luigi Chiozza nel 1854.
A temperatura ambiente si presenta come un liquido dal colore giallo, volatile, che risulta solubile sia in alcol, sia limitatamente in acqua.
Questa aldeide si può anche ottenere per sintesi condensando l'acetaldeide con la benzaldeide in ambiente alcalino.

## Usi
Viene utilizzata per creare profumi.